# الإسفنجة الإحليلية

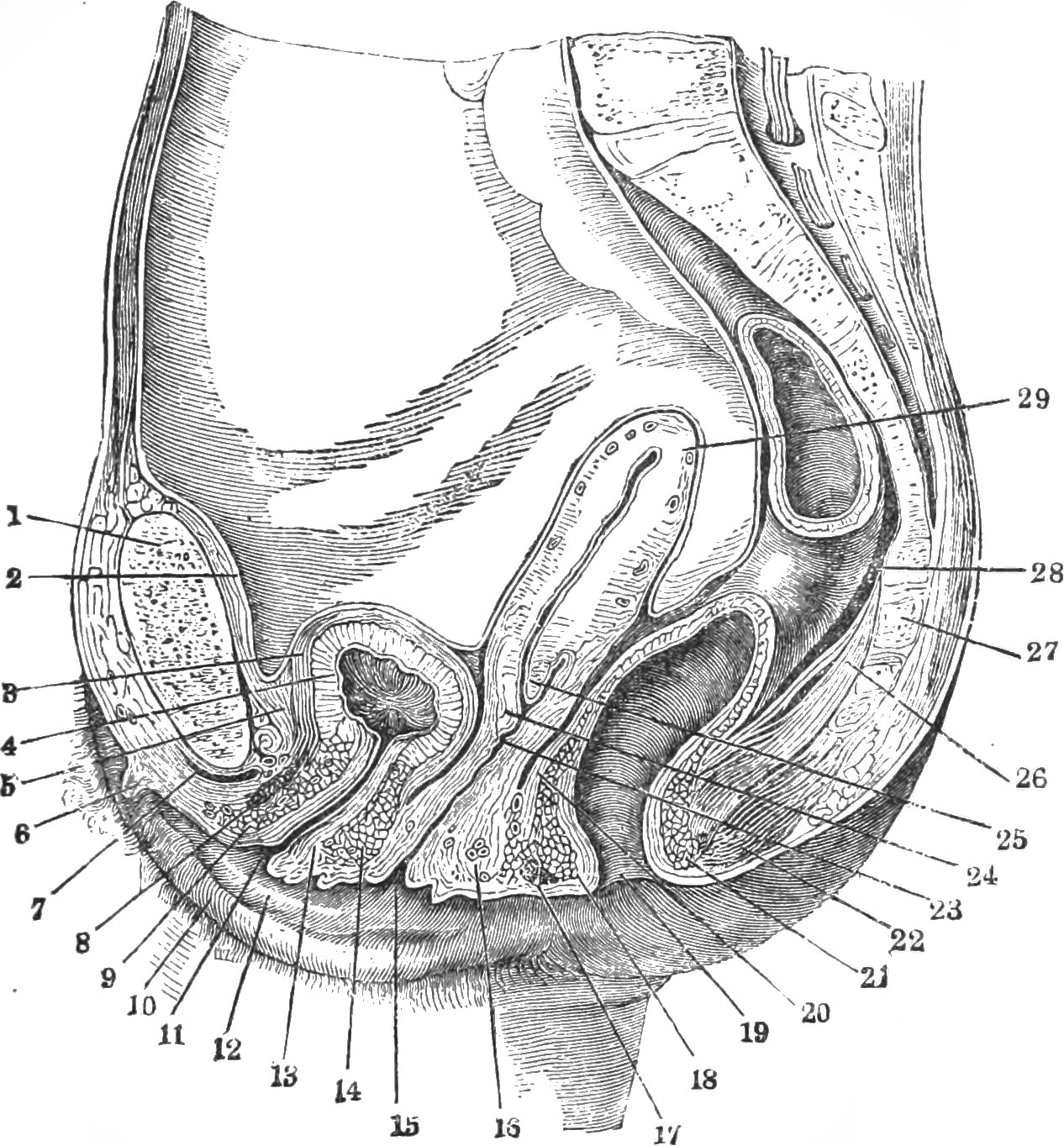
14. الإسفنجة الإحليلية

الاسفنجة الإحليلية هي عبارة عن إسفنجة أو وسادة من النسيج الحيوي. تُوجد في أسفل المنطقة التناسلية للإناث حيث تتمركز ما بين عظم العانة والمهبل وتُحيط بالإحليل (مجرى البول).

## الوظيفة
تتكوَّنُ الاسفنجة الإحليلية من أنسجة انتصاب؛ فأثناء الاستثارة ينتج تحرك للدم يضغط على مجرى البول مما يساعد في منع التبول أثناء النشاط الجنسي (جنبا إلى جنب مع العضلات العانية العصعصية).

### قذف الإناث
بالإضافة إلى ذلك تحتوي الإسفنجة الإحليلية على غدة سكين وبالتالي يُمكن أن تشارك في القذف.

### التحفيز الجنسي
تحتوي الإسفنجة الإحليلية على نهايات عصبية وبالتالي يُمكن أن تكون حافزا في الجدار الأمامي للمهبل. بعض النساء تشعر بالمتعة وبلذة شديدة ومكثفة خلال تحفيز الإسفنجة الإحليلية بينما تجد نساء أخريات هذا الأمر مزعجاً.
تُحيط الإسفنجة الإحليلية بالبظر؛ وهناك ترابط وثيق بين المنطقتان فتحفيز البظر يُساهمُ في تحفيز النهايات العصبية على مستوى الإسفنجة الإحليلية والعكس بالعكس.

### العلاقة مع جي-سبوت
قد تتقارب منطقة الإسفنجة الإحليلية من بقعة جي-سبوت. في السابق كان يشك الباحثين في حقيقة وجود هذه المنطقة خاصة في ظل الخلاف القائم على بقعة جي سبوت. جذير بالذكر هنا أن فريقا من كلية الملك في لندن قد أجرى أكبر دراسة على 1800 سيدة للتأكد من وجود البقعة جي من عدمها وقد خلص في النهاية إلى أنه لم يعثر على أي دليل علمي أو عملي يُؤكد وجود جي-سبوت؛ كما خلص واضعي الدراسة إلى أن هذه البقعة قد تكون من نسج خيال الناس خاصة في ظل تشجيع عليها من المجلات والمواقع الإباحية. لكن وفي المقابل هناك دراسات أخرى اعتمدت على الموجات فوق الصوتية وقد وجدت أدلة فسيولوجية على وجود جي-سبوت خاصة لدى النساء الذين أبلغوا عن وصولهن لهزات الجماع أثناء الجماع.